# Tempo de Excelência
Tempo de Excelência é o vigésimo álbum de estúdio da cantora de música cristã contemporânea Cassiane, gravado em 2009 e lançado em 2013 pela MK Music. O disco foi gravado em 2009 após batalhas judiciais entre a cantora e a sua gravadora, sendo lançado, exclusivamente, em formato digital depois de 3 anos. Musicalmente, a obra mantém as tendências dos discos anteriores da intérprete.

## Antecedentes
Em 2007, a MK Music abriu um processo contra Cassiane por não cumprir um contrato artístico com a gravadora. Segundo a artista, foi informada que havia chegado o momento de renovar o contrato, mas não quis pois, supostamente, já havia o cumprido lançando cinco álbuns. Porém a gravadora afirmou a ela que os trabalhos ao vivo e as regravações não contavam, portanto a artista devia um disco ao selo. Além do processo por não cumprir o contrato, a cantora foi acusada de formação de quadrilha.
| “ | Quando entreguei o DVD de 25 anos e também o CD ao Vivo, um ano após o lançamento deles, fui chamada pela MK para uma conversa sobre renovação de contrato. Quando eu disse que não renovaria é que eles disseram para mim que não iriam contar como ‘obras’ o meu DVD e o meu CD ao vivo, como também o Home Vídeo Com Muito Louvor. Mas acho a pior e mais triste foi a criminal, por formação de quadrilha, além de outras! Fiquei decepcionada. | ” |

Mesmo assim, a artista gravou pelo selo de sua distribuidora/estúdio Reuel Music, o álbum Faça Diferença. No entanto, o projeto foi impedido de ser comercializado após a primeira tiragem. Dois anos depois a obra retomou a ser comercializada por meio da gravadora Sony Music Brasil que, em seguida, conseguiu contrato pra lançar futuros álbuns. Durante época do processo em 2008, a artista chegou a criticar fortemente a gravadora durante o Programa Raul Gil em rede nacional.
Em dezembro de 2009, após um almoço com Yvelise de Oliveira, Cassiane e seu marido Jairinho Manhães terminaram com a briga judicial e a cantora passou a trabalhar no disco que seria lançado pela MK Music em 2010 mas sem a volta de Cassiane à gravadora. 

## Relançamento
| Críticas profissionais | Críticas profissionais |
| Avaliações da crítica  | Avaliações da crítica  |
| Fonte                  | Avaliação              |
| ---------------------- | ---------------------- |
| O Propagador           | [ 1 ]                  |
| Super Gospel           | [ 5 ]                  |

Em 2016, Tempo de Excelência foi remasterizado e recebeu um novo projeto gráfico. O disco foi lançado em formato físico e nas plataformas digitais em 26 de outubro de 2016.

## Faixas
| N.º            | Título                        | Compositor(es)                                | Duração |  |
| 1.             | "Rei dos Reis"                | Anderson Freire                               | 4:51    |  |
| 2.             | "Creia"                       | Cláudio Carvalho e Marcelo Dias               | 4:18    |  |
| 3.             | "Cheiro de Vitória"           | Anderson Freire                               | 4:47    |  |
| 4.             | "Sobre As Águas"              | Anderson Freire                               | 4:40    |  |
| 5.             | "Ofício"                      | Anderson Freire                               | 4:03    |  |
| 6.             | "Revestido de Glória"         | Lilian Moura                                  | 5:05    |  |
| 7.             | "Tempo de Excelência"         | Vania Santos                                  | 4:49    |  |
| 8.             | "Não Vou Desistir"            | Anderson Freire, Gislaine e Mylena            | 4:43    |  |
| 9.             | "Sinta Ele Aí"                | Cassiane, Suzi Silva & Alisson Santana        | 4:14    |  |
| 10.            | "Não Vai Terminar Assim"      | Moisés Cleyton                                | 4:38    |  |
| 11.            | "Coração Partido"             | Anderson Freire, Dedé de Jesus e Júlio Freire | 5:22    |  |
| 12.            | "Ele Está Aqui"               | Cassiane, Celso Barbosa e Ronaldo Barboza     | 5:13    |  |
| 13.            | "Teu Milagre Quero Ver"       | Cassiane e Elaine Araújo                      | 4:34    |  |
| 14.            | "Na Presença do Rei"          | Cassiane & Jairo Bonfim                       | 5:09    |  |
| 15.            | "Não Vou Desistir (Acústico)" | Anderson Freire, Gislaine e Mylena            | 4:37    |  |
| Duração total: | Duração total:                | Duração total:                                | 70:10   |  |

## Live Sessions
| Música              | Lançamento             |
| ------------------- | ---------------------- |
| "Cheiro de Vitória" | 14 de outubro de 2016  |
| "Não Vou Desistir"  | 23 de novembro de 2016 |